# الدوري البيروي لكرة القدم 2013
الدوري البيروفي لكرة القدم 2013 (بالإسبانية: Campeonato Descentralizado 2013)‏ هو الموسم 97 من الدوري البيروفي لكرة القدم. أقيم خلال الفترة 8 فبراير 2013 وحتى 18 ديسمبر 2013، وأشرف على تنظيمه اتحاد بيرو لكرة القدم، وكان عدد الأندية المشاركة فيه 16، وفاز فيه الجامعي دي بيرو.